# Hamptonburgh
Hamptonburgh es un pueblo ubicado en el condado de Orange en el estado estadounidense de Nueva York. En el año 2000 tenía una población de 4,686 habitantes y una densidad poblacional de 67.6 personas por km².

## Geografía
Hamptonburgh se encuentra ubicado en las coordenadas 41°26′06″N 74°15′37″O / 41.43500, -74.26028. Según la Oficina del Censo, la ciudad tiene un área total de 69,8 km² (26,9 mi²), de la cual 69,4 km² (26,8 mi²) es tierra y 0,5 km² (0,2 mi²) (0.67%) es agua.

## Demografía
Según la Oficina del Censo en 2000 los ingresos medios por hogar en la localidad eran de $74,412, y los ingresos medios por familia eran $82,561. Los hombres tenían unos ingresos medios de $54,650 frente a los $35,370 para las mujeres. La renta per cápita para la localidad era de $27,909. Alrededor del 3.0% de la población estaban por debajo del umbral de pobreza.